# Star Trek: First Contact
Star Trek: First Contact is een Amerikaanse Star Trekfilm uit 1996 van regisseur Jonathan Frakes. Het was de achtste Star Trekfilm die verscheen en de tweede met de acteurs van Star Trek: The Next Generation. De film werd genomineerd voor onder meer een Academy Award voor beste grime en won drie Saturn Awards.

## Verhaal
De Borg vallen de Federatie binnen. Starfleet stelt een grote ruimtevloot samen om het Borg-gevaar het hoofd te bieden, maar er wordt ook besloten om hun beste schip, de USS Enterprise NCC-1701E naar de grens met het Romulaanse Rijk te sturen. Zogenaamd uit voorzorg voor het geval de Romulans besluiten van de situatie gebruik te maken om de Federatie ook aan te vallen, maar in werkelijkheid omdat men niet zeker is van kapitein Jean-Luc Picard. Hij is ooit door de Borg geassimileerd en vermoedelijk niet in staat goed met hen te vechten.
Ver weg luistert de bemanning van de Enterprise mee hoe de slag met de Borg verloopt. Wanneer men hoort dat Starfleet aan de verliezende hand is, besluit kapitein Picard zijn orders te negeren en naar de Aarde te vliegen, om daar de Borg tegen te houden. Hier helpt de Enterprise met de weinige overgebleven schepen om de Borg-Kubus te vernietigen. Maar voordat deze ontploft, wordt er een Borg-Bol richting aarde gelanceerd. De bol opent een tijdkolk, waarna de Enterprisebemanning de Aarde ziet veranderen in een vervuilde en intensief bebouwde planeet. Na een scan van de planeet blijkt de Aarde bewoond door louter Borg, zodat het duidelijk wordt dat de Borg-Bol het verleden heeft veranderd. De Enterprise heeft geen andere keuze dan de Bol te volgen in de tijdmaalstroom om te trachten het verleden te herstellen.
De Enterprise komt uit in het jaar 2063, de dag voor First Contact. Op deze dag maakte de mensheid de eerste Warp-ruimtevlucht, waarna de Vulcans contact maakten met de aardse bevolking. De Enterprise kan de Borg-Bol vernietigen, maar niet voordat deze de lanceerinstallatie van de Phoenix, het eerste Warp-ruimteschip, heeft beschoten. Een team van Enterprise-bemanningsleden wordt naar de planeet gestraald om Zefram Cochrane te helpen zijn ruimteschip te repareren voor de vlucht van de volgende dag.
Maar dan wordt ontdekt dat er stiekem Borg aan boord van de Enterprise zijn gestraald voordat hun schip werd vernietigd. Deze Borg zijn al bezig het schip te assimileren en proberen ook nog een zender in elkaar te zetten om de Borg in deze tijd op te roepen, waarmee ze dus de Federatie verslaan voordat deze zelfs maar opgericht kan worden. Op de Enterprise worden vanuit de machinekamer meer en meer delen van het schip én de bemanning geassimileerd. Een tegenaanval van Picard loopt uit op een volledige mislukking, waarbij het grootste deel van zijn team verloren gaat, waaronder ook lt. commander Data.
Kapitein Picard, lt. commander Worf en lt. Sean Hawk betreden daarna in ruimtepakken de buitenkant van de Enterprise, om de Borg die de zender bouwen uit te schakelen. Hoewel Hawk hierbij gedood wordt, kunnen Worf en Picard de zender vernietigen. Ondertussen is de Phoenix gerepareerd zodat dr. Cochrane op 5 april 2063 de eerste aardse Warp-ruimtevlucht kan maken. Het zelfvernietigingssysteem van de Enterprise wordt geactiveerd, waarna de bemanning het schip verlaat. Alleen Picard blijft achter, om te proberen Data te redden.
Data wordt ondertussen vastgehouden in de machinekamer, waar de Borgkoningin probeert hem te verleiden. Ze laat stukken van Data’s kunsthuid vervangen door organische huid, zodat Data eindelijk krijgt wat hij altijd al wilde: meer menselijkheid. Haar echte doel is om Data zo aan haar kant te krijgen zodat ze een sterke partner heeft en de computercodes voor de Enterprise kan bemachtigen. Uiteindelijk lijkt Data toe te geven en hij schakelt het zelfvernietigingssysteem uit. Maar dat was slechts een list en Data keert zich tegen de koningin. Hij vernietigt haar door de machinekamer vol te laten stromen met plasma-koelmiddel, dat de organische delen van de Borg oplost. Nu de koningin dood is, worden de Borg die nog aanwezig zijn uitgeschakeld.
Op datzelfde moment maakt de Phoenix haar eerste Warp-vlucht. Kort hierna landt het Vulcanruimteschip T'plana'hath op Aarde en legt het eerste contact met de mensheid. Dat is het teken dat de tijdslijn weer hersteld is. De Enterprise dupliceert de Borg-tijdsmaalstroom, en keert weer terug naar 2373.

## Rolverdeling
| Acteur          | Personage                     |
| --------------- | ----------------------------- |
| Patrick Stewart | kapitein Jean-Luc Picard      |
| Jonathan Frakes | commander William T. Riker    |
| Marina Sirtis   | commander Deanna Troi         |
| Gates McFadden  | dr. Beverly Crusher           |
| Brent Spiner    | Data                          |
| LeVar Burton    | lt. commander Geordi La Forge |
| Michael Dorn    | lt. commander Worf            |
| Dwight Schultz  | lt. Reginald Barclay          |
| Patti Yasutake  | Alyssa Ogawa                  |
| James Cromwell  | dr. Zefram Cochrane           |
| Alfre Woodard   | Lily Sloane                   |
| Alice Krige     | Borgkoningin                  |
| Robert Picardo  | Emergency Medical Hologram    |
| Neal McDonough  | lt. Sean Hawk                 |
| Eric Steinberg  | lt. Paul Porter               |
| Michael Horton  | lt. Daniels                   |
| Marnie McPhail  | lt. Eiger                     |
| Jack Shearer    | admiraal Hayes                |

## Achtergrond

### Ontvangst
De film scoort een 91% "Certified Fresh" scrote op Rotten Tomatoes, waarmee dit de op 17 na hoogst gewaardeerde film van 1996 is. De film kreeg op een score van 70 van de 100 op Metacritic. Rotten Tomatoes plaatste de film op de 35e plek in hun top 100 van beste sciencefictionfilms. Daarmee behaalde “First Contact” de hoogste plek van alle Star Trek films op deze lijst.

### Rechtszaak
Paramount werd aangeklaagd door de opvolgers van William F. Jenkins, een sciencefictionauteur die schreef onder het pseudoniem "Murray Leinster". Jenkins had in 1945 een kort verhaal gepubliceerd genaamd "First Contact". Dit verhaal was volgens hen een van de originele bronnen van de term, en Star Trek zou de term hebben gestolen. De U.S. District Court for the Eastern District of Virginia stelde Paramount in het gelijk (zie ook Estate of William F. Jenkins v. Paramount Pictures Corp., 90 F. Supp. 2d 706 (E.D. Va. 2000)). Volgens de rechter was de term inmiddels zo bekend geworden dat er geen sprake meer kon zijn van auteursrechtelijke bescherming.

## Prijzen/nominaties
In 1997 werd “Star Trek: First Contact” genomineerd voor 16 prijzen, waarvan hij er 4 won.
Gewonnen:
- 3 Saturn Awards:
  - Beste Kostuums
  - Beste mannelijke bijrol (Brent Spiner)
  - Beste vrouwelijke bijrol (Alice Krige)
- De BMI Film Music Award (Jerry Goldsmith).

Enkel genomineerd:
- 7 Saturn Awards:
  - Beste Acteur (Patrick Stewart)
  - Beste regisseur
  - Beste Make-up
  - Beste muziek
  - Beste sciencefictionfilm
  - Beste special effects
  - Beste schrijver.
- Een Oscar voor Beste Make-up
- Twee Blockbuster Entertainment Awards:
  - Favoriete acteur – sciencefiction (Patrick Stewart)
  - Favoriete mannelijke bijrol (Jonathan Frakes)
- De Hugo Award voor “Best Dramatic Presentation”
- De Image Award voor Beste vrouwelijke bijrol (Alfre Woodard)
- De Golden Satellite Award voor beste visuele effecten.

## Trivia
- Star Trek: First Contact wordt als een van de beste Star Trekfilms gezien. Het is een van de vier Star Trekfilms die bij de IMDb hoger dan een 7 scoren. (De andere films zijn: The Wrath of Khan, The Voyage Home en The Undiscovered Country.)
- Tijdens het ruimtegevecht met de Borg-Kubus doen drie nooit eerder geziene types ruimteschepen mee: uit de Akira-, Sabre- en Steamrunnerklasse.
- In de filmmuziek is een fragment opgenomen van de aria Vallon sonore uit het vijfde bedrijf van de opera Les Troyens van Hector Berlioz.
- Tijdens het gevecht met de Borg vallen een paar Borgs van hun zender naar de Aarde. Volgens fans zijn dit dezelfde Borg die later weer opdoken in de serie Star Trek: Enterprise.